# Pedro Bach y Targarona
Pedro Bach y Targarona (provincia de Barcelona, 1 de mayo de 1796-Vich, Barcelona, 6 de enero de 1866) fue un religioso español.

## Biografía
Estudió en las Escuelas Pías de Moyá, en la Universidad de Cervera y recibió el grado de doctor en Sagrada Teología en la Universidad Pontificia y Real de Mallorca en 1819. Fue coadjutor de la parroquia de Santa Eugenia de Berga y en 1824 ingresó en la congregación del oratorio de San Felipe de Neri de Vich. Después de los acontecimientos de 1835, pasó al extranjero y residió algún tiempo en Perpiñán, Niza y Roma.
Regresó a España en 1844 y fundó en Vich la casa-asilo de eclesiásticos enfermos, el Instituto de los Hermanos de la Purísima Concepción y el colegio de pobres estudiantes, y restableció la Congregación del Oratorio, de la que fue nombrado prepósito en 1854.
Falleció allí el 6 de enero de 1866, a los 69 años de edad.

## Obra
Se tiene constancia de tres obras de su autoría:
- Directorio místico (1847)
- Espejo dorado
- Mirall dorat de l' ánima